# Cerkiew Narodzenia Najświętszej Maryi Panny w Lublinie
Cerkiew Narodzenia Najświętszej Maryi Panny w Lublinie – cerkiew greckokatolicka w Lublinie. To budowla pochodząca ze wsi Tarnoszyn koło Tomaszowa Lubelskiego. Została wybudowana w 1759 w Uhrynowie, w 1904 przeniesiona do Tarnoszyna. W 1994 została nabyta przez parafię greckokatolicką w Lublinie. W 1997 została pieczołowicie odrestaurowana. Mieści się na terenie Muzeum Wsi Lubelskiej, w sektorze Roztocza przy Alei Warszawskiej.